# Мавераннахр

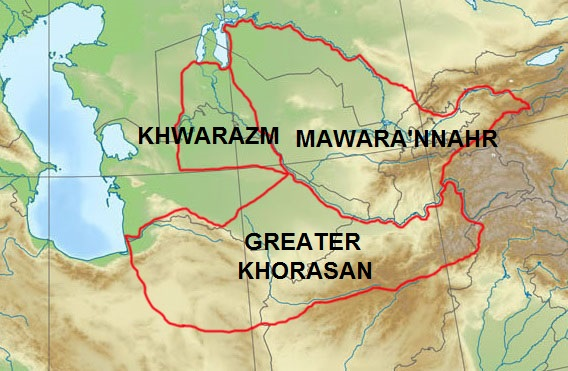
Мавераннахр, Хорезм и Великий Хорасан.

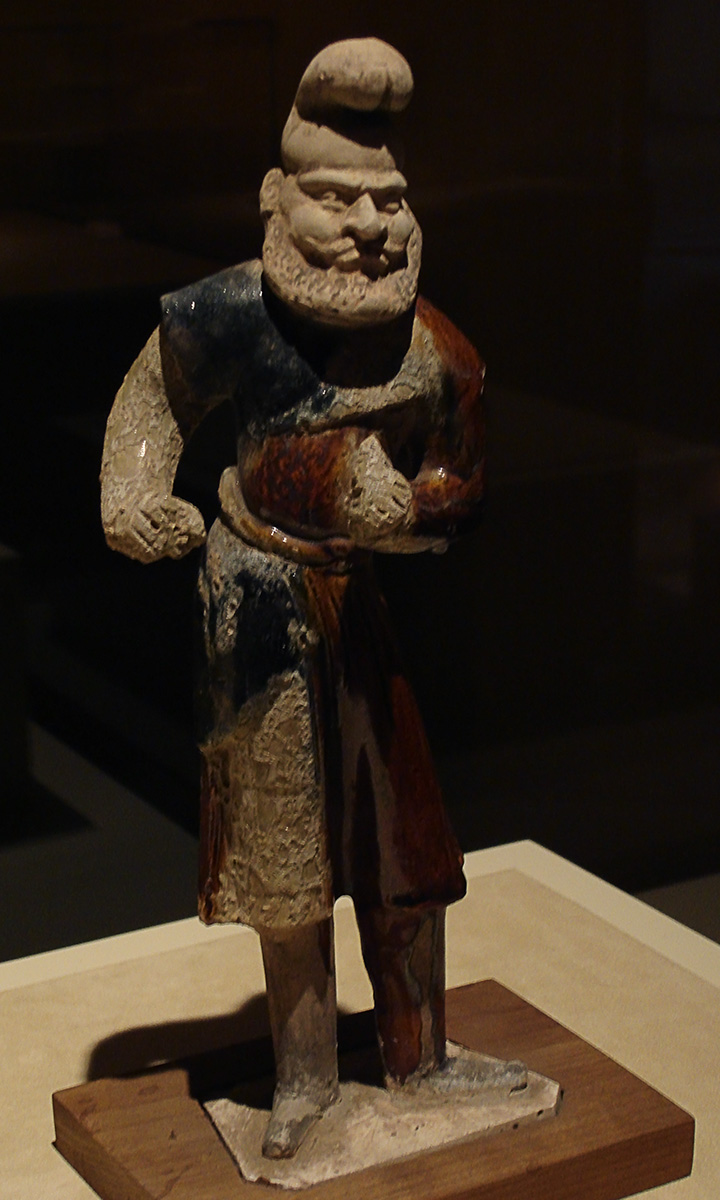
Китайский «сань-цай»: керамическая статуэтка, изображающая согдийского монаха, датированная династией Тан (618—907 годы н. э.)

Маверанна́хр (араб. ما وراء النهر‎, «за рекой»), а также Трансоксиа́на или Трансокса́ния (лат. Transoxiana / Transoxania) и Фараруд (перс. فرارود‎), — термин, использовавшийся с VIII века применительно к историко-географическому региону в Центральной (Средней) Азии.

## Название и территория
Исторически так сложилось, что Средняя Азия в разные периоды истории называлась по-разному. После завоевания Средней Азии Александром Македонским регион также стал именоваться «Трансоксианой» или «Трансоксанией» (лат. Transoxiana / Transoxania) по названию реки Окс (ныне Амударья). В некоторых древнегреческих и латинских (романских) источниках встречаются именно эти два вышеперечисленных варианта названия региона между реками Окс и Яксарт. Из древнегреческого и латинского этот вариант проник и в другие европейские языки, и регион стал известен в Европе именно под этими названиями.
Название «Мавераннахр» появилось во время арабского завоевания Средней Азии в VII—VIII веках и первоначально означало бескрайние территории по правому берегу Джейхуна (ныне Амударья). Позднее под «Мавераннахром» понимался регион строго между реками Джейхун и Сейхун (ныне Сырдарья), то есть регион, где большую часть территории занимают орошаемые земли, горы и степи. Именно в Мавераннахре находились важнейшие города исламского мира того периода с высокой культурой и цивилизацией, такие как Самарканд, Бухара, Шаш, Нахшаб, Кармана, Фергана, Худжанд, Кеш и другие. Хотя город Туркестан находился на правом берегу Сейхуна, то есть за пределами Мавераннахра, его часто включали в этот регион.

## История
В IX веке регион стал ядром государства Саманидов.
В X веке Саманидов сменили Караханиды.
В XI веке Караханиды признали власть Сельджукидов.
В XII веке власть над регионом перешла Каракитаям, а в XIII веке Хорезмшахам.
В 1219 году в Мавераннахр вторглись монголы Чингисхана. В 1224 году регион вошёл в Чагатайский улус Монгольской империи.
В XIV веке контроль за Мавераннахром перешел к Империи Тимуридов (центр Самарканд), которую в XVI веке сменило Бухарское ханство.
В настоящее время большую и центральную часть историко-географического региона Мавераннахр занимает Узбекистан. Также в Мавераннахр входят южные части Кызылординской и Туркестанской областей Казахстана, а также западная (Хатлонская область и РРП) и северная (Согдийская область) части Таджикистана.